# Вертеп (вистава)
Вертеп — вертепне дійство, де ролі виконують люди. Це дещо пізніша форма у порівнянні з вертепним ляльковим театром.
В Україні з вертепом ходили бурсаки-спудеї — учні братських шкіл-колегіумів, згодом і Київської академії — майбутнє вище духовенство. Потім вертеп поширився серед музикантів, ремісників. Із часом він із лялькового театру перетворився на справжній вуличний театр, де ролі у вертепній виставі грали не ляльки, а актори.
Учасники вертепу готують заздалегідь релігійну виставу, розподіляють ролі, вчать віршовані тексти, шиють та лагодять костюми. Дійовими особами зазвичай є Ангел, Пастушки, Три Царі, Жид Мошко та його дружина Сура, Чорт, Смерть, Цар Ірод та його воїни, Козак та ін. Тексти являють собою особливий вид вертепної драми. Вистава, зазвичай, розділена на дві дії — релігійну та світську, але, розвиваючись, вона майже завжди втрачає релігійний характер, що призводить до злиття обох частин вистав вертепу в цілісну дію.
Гурти з вертепом могли ділитися на три основні вікові групи: маленькі дітки, віком приблизно від 6 до 10 років, у другій — діти 11-15 років, третя — молодь. Завданням вертепу є повідомити добрим людям про народження маленького дитятка Ісуса.
Колядники і переряджені — живе втілення давно померлих предків, авторитет яких був незаперечним, — вони визначали норми родинних стосунків, навчали вирощувати злаки, випікати хліб і т. ін.
В XIX столітті учасники вертепної вистави носили «шопку» — невеличку хатину із намальованим зображенням святої родини або її ляльковим предствленням. Колядників з вертепом колись пригощали гостинцями. Тепер дають переважно гроші. Традиційною стала пожертва на церкву від учасників вертепу.
На відміну від Західної Європи, де Вертеп довгий час функціонував у лоні церкви, у східнослов'янських народів від самого початку він мав тісний зв'язок із демократичною театрально-видовищною культурою. З вертепом не слід плутати польську шопку, де ляльки нерухомі і утворюють якийсь малюнок. Був загальний звичай у Західній Європі ставити по церквах на Різдво Христове ясла з ослом і волом. Українському живому вертепові приблизно відповідають польські яселка.
Сучасна вертепна вистава у збереженому стародавньому стилі функціонує здебільшого на заході України. Там перед Різдвом збирають гурт з приблизно 15 чоловіків, який колядує по території, на якій живуть його учасники. Вистава починається після запрошення господаря. На іншій території України вертеп це група людей будь-якої статі, які збираються зазвичай у центрі міста і колядують колядки.